# Округ Дачес (Њујорк)
Округ Дачес (енгл. Dutchess County) је округ у америчкој савезној држави Њујорк. По попису из 2010. године број становника је 297.488.

## Демографија
Према попису становништва из 2010. у округу је живело 297.488 становника, што је 17.338 (6,2%) становника више него 2000. године.
| Група             | 2000.           | 2010.           |
| Белци             | 224.913 (80,3%) | 221.812 (74,6%) |
| Афроамериканци    | 26.097 (9,3%)   | 29.518 (9,9%)   |
| Азијати           | 7.048 (2,5%)    | 10.437 (3,5%)   |
| Хиспаноамериканци | 18.060 (6,4%)   | 31.267 (10,5%)  |
| Укупно            | 280.150         | 297.488         |